# 級友
| ウィキペディアには「級友」という見出しの百科事典記事はありません（タイトルに「級友」を含むページの一覧/「級友」で始まるページの一覧）。 代わりにウィクショナリーのページ「級友」が役に立つかもしれません。 |